# 準素イデアル
可換環論において、準素イデアル（じゅんそいである、英: primary ideal）とは、可換環 A の真のイデアル Q であって、xy が Q の元かつ x が Q の元でないとき、ある自然数 n > 0 が存在して yn が Q の元となるようなイデアルのことである。言い換えると、剰余環の任意の零因子がべき零となるような（真の）イデアルのことである。

## 例と性質

有理整数環 Z のイデアルがなす束の一部。紫色または水色のイデアルは準素イデアル。

- 定義から明らかに素イデアルは準素イデアルである。
- 素元分解整域において、素元 p のべき pn で生成されたイデアル (pn) は準素イデアルである（たとえば有理整数環；右図参照）。
- ネーター環の任意のイデアルは、有限個の準素イデアルの共通部分として書ける（準素分解）。
- デデキント環の準素イデアルは素イデアルのべきである。
- 準素イデアルの根基は素イデアルである。